# Tectaria simonsii
Tectaria simonsii är en ormbunkeart som först beskrevs av Bak., och fick sitt nu gällande namn av Ren-Chang Ching. Tectaria simonsii ingår i släktet Tectaria och familjen Tectariaceae. Inga underarter finns listade.